# Gastrophysa
Genre
Gastrophysa est un genre de petits insectes coléoptères de la famille des Chrysomelidae.

## Liste des espèces
Selon Fauna Europaea (11 février 2014) :
- sous-genre Gastrophysa (Exiguipenna) Jolivet, 1951
  - Gastrophysa (Exiguipenna) analis (Reitter, 1890)
  - Gastrophysa (Exiguipenna) unicolor (Marsham, 1802)
- sous-genre Gastrophysa (Gastrophysa) Chevrolat, 1837
  - Gastrophysa (Gastrophysa) polygoni (Linnaeus, 1758)
  - Gastrophysa (Gastrophysa) viridula (De Geer, 1775)

Selon ITIS (11 février 2014) :
- sous-genre Gastrophysa (Gastrophysa) Chevrolat in Dejean, 1836
  - Gastrophysa (Gastrophysa) cyanea F. E. Melsheimer, 1847
  - Gastrophysa (Gastrophysa) dissimilis (Say, 1824)
  - Gastrophysa (Gastrophysa) formosa (Say, 1824)
  - Gastrophysa (Gastrophysa) polygoni (Linnaeus, 1758)